# ألكسندر ايفانوف (جامع تحف)
ألكسندر ايفانوف (الروسية: Иванов, Александр Николаевич) (و. 1962  م) هو جامع تحف، وشخصية أعمال روسي، ولد في أوستروف.

## التعليم
تعلم في كلية الحقوق في جامعة موسكو الحكومية ‏
.